# اريكا فوكس
اريكا فوكس (بالألمانية: Erika Fuchs)‏ (و. 1906 – 2005 م) هي لغوية، ومؤلفة، ومترجمة، وكاتِبة ألمانية، ولدت في روستوك، توفيت في ميونخ، عن عمر يناهز 99 عاماً.